# Прапор Яворова
Пра́пор Я́ворова — офіційний символ міста Яворова (райцентр Львівської області), затверджений рішенням Яворівської міської ради 26 квітня 1996 р. 
Автор проєкту — А. Гречило.

## Опис
Квадратне полотнище, з верхніх кутів до середини нижнього краю йде червоний клин, у центрі якого жовтий яворовий листок, обабіч клину — жовті трикутні поля.

## Історія
Зі старого герба, відомого з ХVІ ст., збережено зображення човна й доповнено його яворовим листком. Яворовий листок ідентифікує місто й розкриває його назву.